# Markeh
Markeh is een bestuurslaag in het regentschap Merangin van de provincie Jambi, Indonesië. Markeh telt 855 inwoners (volkstelling 2010).